# 1 مايو
- السبت
- الأحد
- الاثنين
- الثلاثاء
- الأربعاء
- الخميس
- الجمعة

- 2628 شوال 1446  هـ
- 2729 شوال 1446  هـ
- 2830 شوال 1446  هـ
- 291 ذو القعدة 1446  هـ
- 302 ذو القعدة 1446  هـ
- 13 ذو القعدة 1446  هـ
- 24 ذو القعدة 1446  هـ
- 35 ذو القعدة 1446  هـ
- 46 ذو القعدة 1446  هـ
- 57 ذو القعدة 1446  هـ
- 68 ذو القعدة 1446  هـ
- 79 ذو القعدة 1446  هـ
- 810 ذو القعدة 1446  هـ
- 911 ذو القعدة 1446  هـ
- 1012 ذو القعدة 1446  هـ
- 1113 ذو القعدة 1446  هـ
- 1214 ذو القعدة 1446  هـ
- 1315 ذو القعدة 1446  هـ
- 1416 ذو القعدة 1446  هـ
- 1517 ذو القعدة 1446  هـ
- 1618 ذو القعدة 1446  هـ
- 1719 ذو القعدة 1446  هـ
- 1820 ذو القعدة 1446  هـ
- 1921 ذو القعدة 1446  هـ
- 2022 ذو القعدة 1446  هـ
- 2123 ذو القعدة 1446  هـ
- 2224 ذو القعدة 1446  هـ
- 2325 ذو القعدة 1446  هـ
- 2426 ذو القعدة 1446  هـ
- 2527 ذو القعدة 1446  هـ
- 2628 ذو القعدة 1446  هـ
- 2729 ذو القعدة 1446  هـ
- 281 ذو الحجة 1446  هـ
- 292 ذو الحجة 1446  هـ
- 303 ذو الحجة 1446  هـ
- 314 ذو الحجة 1446  هـ
- 15 ذو الحجة 1446  هـ
- 26 ذو الحجة 1446  هـ
- 37 ذو الحجة 1446  هـ
- 48 ذو الحجة 1446  هـ
- 59 ذو الحجة 1446  هـ
- 610 ذو الحجة 1446  هـ

1 مايو أو 1 أيَّار أو 1 مايس أو 1 نوَّار أو يوم 1 \ 5 (اليوم الأول من الشهر الخامس) هو اليوم الحادي والعشرون بعد المئة (121) من السنوات البسيطة، أو اليوم الثاني والعشرون بعد المئة (122) من السنوات الكبيسة وفقًا للتقويم الميلادي الغربي (الغريغوري). يبقى بعده 244 يوما لانتهاء السنة.

## أحداث
- 305 - تنازل دقليديانوس ومكسيميان أباطرة الإمبراطورية الرومانية عن العرش.
- 1328 - انتهاء حروب الاستقلال الاسكتلندية من خلال معاهدة (أدنبرة-نورثامبتون)، واعتراف مملكة إنجلترا بمملكة اسكتلندا كدولة مستقلة.
- 1544 - اعتراف ملوك أوروبا بسيادة الدولة العثمانية على أراضي المجر بعد عشرين عامًا من الحروب منذ نجاح العثمانيين من فتح المجر وضمها ضمن أراضي الدولة الإسلامية.
- 1648 الجيش العثماني يبدأ بحصار كاندية ليتمكن من فتحها فيما بعد.
- 1707 - إعلان اتحاد اسكتلندا وإنجلترا لتشكلا مملكة بريطانيا العظمى.
- 1840 - صدور أول طابع بريد في العالم في بريطانيا، يحمل صورة الملكة فيكتوريا، وكان لونه أسود وقيمته بنس واحد، وتولت طباعته «دار بركنز باكون». وكانت البرازيل هي ثاني دولة في العالم تستعمل طوابع البريد.
- 1886 - العمال في مدينة شيكاغو يتحركون مطالبين بتحسين ظروف العمل، وبسبب هذا التحرك اعتبر هذا اليوم يومًا عالميًا للعمال.
- 1900 - السلطان العثماني عبد الحميد الثاني يصدر أمرًا بإنشاء سكة حديد الحجاز وذلك لخدمة الحجاج.
- 1907 - ساكيشي تويودا يحصل على براءة اختراع آلة النسيج.
- 1917 - وزير الخارجية البريطاني آرثر جيمس بلفور يعلن رسميًا عن تأسيس وطن لليهود على أراضي فلسطين.
- 1925 - جزيرة قبرص تصبح مستعمرة بريطانية.
- 1945 - انتحار وزير الدعاية في ألمانيا النازية جوزيف غوبلز وذلك بعد يوم من انتحار أدولف هتلر.
- 1948 -
  - قوات البلماح تحتل قرية عين الزيتون تمهيدا لاحتلال مدينة صفد، شمال فلسطين، وترتكب مجزرة عين الزيتون.
  - الإعلان عن قيام جمهورية كوريا الديمقراطية الشعبية وذلك في الجزء الشمالي من الأراضي الكورية.
- 1949 - كمال جنبلاط يؤسس الحزب التقدمي الاشتراكي في لبنان.
- 1950 - صدور قانون يمنع قتل الأطفال وتعدد الزوجات وزواج الأطفال في الصين.
- 1960 - إسقاط طائرة التجسس الأمريكية U-2 فوق الأراضي السوفيتية وبداية الأزمة بين الولايات المتحدة والاتحاد السوفيتي.
- 1961 - فيدل كاسترو يعلن كوبا جمهورية ديموقراطية مستقلة.
- 1962 - فرنسا تجري أولى تجاربها النووية في الصحراء الكبرى في الجزائر.
- 1963 -
  - الأمم المتحدة تنهي وصايتها على غينيا الجديدة التي تعرف باسم «إيريان الغربية»، وهي تقع في إندونيسيا وتسمى «إيريان جايا»، وتسود بها بعض المشاكل العرقية حيث تسعى للانفصال وتكوين دولة مستقلة، وتوجد حركة باسم «حركة بابو الحرة» تقاتل منذ الستينيات للحصول على الاستقلال.
  - حكومة البعث تستبدل العلم السوري (علم الاستقلال منذ عام 1930) بعلم مؤلف من شريط أحمر في الأعلى فأبيض وأسود وثلاث نجمات خضراء على الشريط الأبيض ترمز لمشروع الوحدة الثلاثية بين سوريا ومصر والعراق.
- 1967 - فيضان نهر الفرات يؤدي إلى أضرار كبيرة في 38 قرية ومئات المنازل في محافظات حلب والرقة ودير الزور.
- 1969 - القيادة القطرية لحزب البعث الحاكم في سوريا تعلن إصدار دستور مؤقت للبلاد ينص على أن «الحزب القائد في الدولة والمجتمع هو حزب البعث العربي الاشتراكي» ويعطي السلطة التنفيذية لرئيس الدولة ومجلس الوزراء والتشريعية لمجلس شعب يتم اختيار أعضائه من قبل القيادة القطرية لحزب البعث ويكلّف بانتخاب رئيس الدولة ووضع دستور دائم للبلاد.
- 1975 - افتتاح «مطار ناغاساكي»، وكان أول مطار بحري في اليابان.
- 1981 - اغتيال رئيس الجمعية النمساوية الإسرائيلية وعضو مجلس مدينة فيينا هاينتز نيتيل في فيينا، على يد منظمة أبي نضال «حركة فتح - المجلس الثوري». نفذ الهجوم هشام راجح ومروان حسن واتهم بهيج يونس بتدبيرها.
- 1991 - الحكومة البلجيكية تفرض على المطاعم والمقاهي تخصيص ثلث مساحتها على الأقل لغير المدخنين.
- 2003 - الرئيس الأميركي جورج بوش يعلن انتهاء العمليات العسكرية الرئيسية في العراق.
- 2004 -
  - اقتحام 4 مسلحين مركز صناعي في مدينة ينبع في السعودية ويطلقون النار على الموجودين فيه، وقد قتل 3 من المهاجمين وإلقاء القبض على الرابع.
  - انضمام لتوانيا وقبرص وسلوفينيا وسلوفاكيا والمجر وإستونيا والتشيك ولاتفيا وبولندا ومالطا إلى الاتحاد الأوروبي.
  - صحيفة «ديلي ميرور» تعلن أن الجنود البريطانيين ارتكبوا مثلهم مثل الأمريكان جرائم غير أخلاقية ضد المعتقلين العراقيين، ونشرت الصحيفة صوراً تظهر هذه الجرائم.
- 2010 - انفجاران بالقرب من مسجد في سوق مكتظ في العاصمة الصومالية مقديشو يؤديان إلى مقتل 25 شخصا على الأقل وإصابة العشرات.
- 2011 - بابا الكنيسة الرومانية الكاثوليكية بندكت السادس عشر يعلن عن تطويب البابا الراحل يوحنا بولس الثاني طوباويًا خلال احتفال في ساحة القديس بطرس في الفاتيكان أمام مئات الآلاف من الكاثوليك.
- 2012 - اتساع نطاق الاضراب عن الطعام الذي ينفذه سجناء فلسطينيون احتجاجاً على سياسات السجن الإسرائيلية من مجرد احتجاج لمجموعة قليلة إلى حركة وطنية تضم نحو 1400 مشارك.
- 2014 -
  - نادي الشباب السعودي يحرز لقب كأس خادم الحرمين الشريفين للأبطال وذلك في افتتاح ملعب الجوهرة المشعة.
  - المحكمة الدستورية التايلاندية تقيل رئيسة الوزراء ينغلاك شيناواترا بتهمة إساءة استخدام سلطاتها.
  - الاسكتلنديون يرفضون الانفصال عن إنجلترا في في استفتاء خاص.
- 2015 -
  - افتتاح معرض إكسبو 2015 الدولي في ميلانو ليستمر لمدة 6 أشهر، بتوقع حضور 20 مليون زائر.
  - اتهام 6 ضباط شرطة بالتسبب في وفاة فريدي غراي بعد أسبوع من الاحتجاجات في بالتيمور.
  - منظمة الصحة العالمية تُعلن خلو منطقة الأمريكتين من مرض الحصبة الألمانية.
  - القوات الجوية الأمريكية تتأهب لسُقوط مركبة الشحن الروسية بروغريس إم-27 إم التائهة.

## مواليد
- 1218 - رودولف الأول، إمبراطور الإمبراطورية الرومانية المقدسة.
- 1225 - جان دي جوانفيل، مؤرخ فرنسي.
- 1758 - الملك كاميهاميها الأول، ملك مملكة هاواي.
- 1769 - آرثر ويلزلي، رئيس وزراء المملكة المتحدة.
- 1819 - بطرس البستاني، أديب ومؤرخ لبناني.
- 1852 - سانتياغو رامون إي كاخال، طبيب إسباني حاصل على جائزة نوبل في الطب عام 1906.
- 1896 - مارك وين كلارك، عسكري أمريكي.
- 1909 - يانيس ريتسوس، شاعر يوناني.
- 1912 - محمود شكوكو، مونولوجيست وممثل مصري.
- 1919 -
  - محمد كريم العمراني، وزير أول مغربي.
  - محمود إبراهيم سلامة، خطاط مصري.
- 1942 - محمد راشد الجعبري، سياسي وتربوي فلسطيني.
- 1943 - أوديلون بولينس، لاعب كرة قدم بلجيكي.
- 1947 - خليل إسماعيل، ممثل كويتي.
- 1957 - كو أوتاني، ملحن ياباني.
- 1966 - أولاف ثون، لاعب كرة قدم ألماني.
- 1968 - أوليفر بيرهوف، لاعب ومدرب كرة قدم ألماني.
- 1973 - أوليفر نويفل، لاعب كرة قدم ألماني.
- 1975 -
  - مارك فيفيان فويه، لاعب كرة قدم كاميروني.
  - أليكسي سميرتين، لاعب كرة قدم روسي.
- 1980 - إيمان سمير، ممثلة مصرية.
- 1981 - ألكسندر هليب، لاعب كرة قدم بيلاروسي.
- 1982 -
  - نديم الجميل، سياسي لبناني.
  - تومي روبريدو، لاعب كرة مضرب إسباني.
  - داريو سرنا، لاعب كرة قدم كرواتي.
- 1986 - كريستيان بينيتيز، لاعب كرة قدم إكوادوري.
- 1987 - شاهار بير، لاعبة كرة مضرب إسرائيلية.
- 1988 -
  - مريم حسن، ممثلة لبنانية.
  - أنوشكا شارما، ممثلة هندية.
- 1999 - منة عرفة، ممثلة مصرية.

## وفيات
- 1539 - الملكة إيزابيل، ملكة إسبانيا وإمبراطورة ألمانيا.
- 1873 - ديفيد ليفينغستون، مستكشف اسكتلندي.
- 1883 - بطرس البستاني، أديب ومؤرخ لبناني.
- 1904 - أنتونين دفورجاك، موسيقي تشيكي.
- 1922 - راشد بن عبد اللطيف آل الشيخ مبارك، فقيه مالكي ومدرّس ديني سعودي.
- 1945 - جوزيف غوبلز، وزير الدعاية السياسية في عهد أدولف هتلر في ألمانيا النازية.
- 1969 - محمود الحبوبي، شاعر عراقي.
- 1978 - آرام خاتشاتوريان، موسيقي أرمني.
- 1979 - مرتضي المطهري، عالم دين وفيلسوف إسلامي ومفكر وكاتب شيعي إيراني، ومن منظّري الجمهوریة الإسلامیة في إيران.
- 1980 - كيتي، راقصة شرقية وممثلة يونانية عملت في مصر.
- 1999 - عثمان أحمد عثمان، مهندس وسياسي مصري ومؤسس شركة المقاولون العرب.
- 2007 - عمران بحر، ممثل مصري.
- 2008 - فيليب فون بوسلاغر، عسكري ألماني.
- 2009 - خالد أحمد المضف، وزير ونائب كويتي.
- 2012 - صالح الشهري، ملحن سعودي.
- 2024 - طحنون بن محمد آل نهيان، سياسي ورجل أعمال إماراتي.

## أعياد ومناسبات
- عيد العمال.
- اليوم العالمي للتمريض
- يوم القوات المسلحة في موريتانيا.
- عيد الحب الوطني في التشيك.

## وصلات خارجية
- وكالة الأنباء القطريَّة: حدث في مثل هذا اليوم.
- النيويورك تايمز: حدث في مثل هذا اليوم.
- BBC: حدث في مثل هذا اليوم.